# 萧远久
萧远久（1902年—1962年），男，湖南祁阳人，中华人民共和国军事人物，中国人民解放军开国少将。曾任广州市公安总队总队长。

## 生平
1955年，授予中国人民解放军少将。